# Giuseppe Vitale (politico 1923)
Giuseppe Vitale (Locri, 26 agosto 1923 – 29 gennaio 2013) è stato un politico italiano, esponente del Partito Comunista Italiano, già parlamentare europeo e senatore della Repubblica italiana.
È subentrato al Parlamento europeo nel giugno 1980, dopo essere stato candidato alle elezioni europee del 1979 per le liste del PCI. È stato membro della Commissione per i bilanci e della Commissione per l'agricoltura. Ha aderito al gruppo parlamentare "Gruppo Comunista e Apparentati".